# Lilly Platt
Lilly Platt (2008) es una ecologista holandesa nacida en Gran Bretaña. Platt es conocida por su juventud y por realizar huelgas pacíficas para expresar sus preocupaciones ambientales. Ella es la embajadora Global de YouthMundus, Earth.org y WODI; embajador juvenil de Plastic Pollution Coalition y How Global; y niña embajadora del Día Mundial de la Limpieza. Platt inicialmente se volvió viral en las redes sociales después de publicar basura de plástico que recogió, clasificada en consecuencia. A lo largo de los años, ha recogido más de 100.000 piezas de basura.
Platt nació en Gran Bretaña. Su familia se mudó a Países Bajos cuando ella tenía siete años.

## Ecologismo
En 2015, Platt caminaba por un parque en los Países Bajos con su abuelo cuando notó basura de plástico esparcida por el suelo. Decidió contarlos para practicar su holandés. Reunieron 91 piezas de plástico en 10 minutos. Su abuelo le contó además que la basura termina como sopa de plástico. Dicho incidente desencadenó su iniciativa medioambiental y, a los 7 años, puso en marcha Lilly's Plastic Pickup.A través de Plastic Cleanup, Lilly recoge la basura y la clasifica meticulosamente. Los publica en las redes sociales para crear conciencia sobre el tema. A lo largo de los años, Platt ha recogido más de 100,000 piezas de basura, que van desde botellas, paquetes de cigarrillos, cartones de bebidas, etc. A través de Lilly's Plastic Cleanup, Platt también comparte el efecto del plástico en la vida silvestre y el ecosistema. Desde que se volvió viral, su iniciativa se ha ganado el reconocimiento internacional.
Desde que era niña, Platt ha mostrado cariño por los animales, en particular aquellos considerados físicamente desagradables.Ella fue acosada en la escuela debido a esto, y solo uno de sus compañeros mostró interés en sus actividades de limpieza. Platt luego se mudó a The King's School, donde muchos de sus compañeros de clase participaron en sus esfuerzos de limpieza.
En las elecciones holandesas de 2019, el abuelo de Platt votó en su nombre, mientras hace campaña por la prohibición del plástico. Platt hizo un video y animó a otros a hacer lo mismo.
En septiembre de 2019, Platt vio la protesta de Greta Thunberg frente al Parlamento sueco sobre la aplicación del Acuerdo de París. Ella se inspiró y decidió ir a la huelga también. Después de unas semanas, Greta Thunberg se unió a las huelgas de Platt en Holanda, considerando que Holanda había sido uno de los mayores emisores de gases de efecto invernadero en la Unión Europea. Ambas fueron invitadas a Bruselas, donde asistieron a una manifestación climática frente al Parlamento Europeo.
Todos los viernes, Platt se declara en huelga frente a los edificios gubernamentales para protestar por la crisis climática, con o sin compañía.